# 2014年茂名市反对PX项目游行
2014年茂名市反對PX项目游行是2014年3月30日起在中华人民共和国广东省茂名市市委大樓前发生的大批民众针对对二甲苯（PX）化工项目发起連續數天的抗议与示威活动，参与人数从几千至上万不等。其间当地政府出动上千武警与特警，一些参与游行的民众被打伤。事件最后演变成流血冲突，一直持续到3月31日凌晨3点。有传言称死亡人数从2人至15人不等。官方媒体起先否认有剧烈冲突，但在3月31日發布新聞稿称事件造成多人受伤，但无人死亡。4月1日，抗议活动扩展至省会，约300人在广州中山紀念堂附近舉行聲援茂名反PX的游行。4月3日，又有20余人在深圳举行游行示威。

## 背景
近年来中国大陆境内曾发生过多起反对PX项目的游行示威，主要是由于民众担心此类大型工业项目会给环境带来负面影响。抗议活动较常出现在中国东部相对繁荣的城市。发起活动前，一些市民会通过聊天软件、博客和微博组织协调。
对二甲苯本身具有较低危害性的事实通常在此类示威活动中被忽视，而“PX高度致癌”以及“工厂必须距离居民区100公里以上”等谣言则广为流传。
作为石油化工重镇，茂名市被誉为“南方油城”。建于1955年的茂名石化有着每年2000万吨的原油一次加工能力，且产能惊人。2012年9月，該項目的可行性研究報告及項目申請報告由中石化洛陽工程有限公司編制完成並上報至国家发展改革委员会。2012年10月，發改委批准茂名芳烃项目前期工作，承建方面正是茂名市政府以及茂名石化公司。
中国石油化工集团公司经济技术研究院有报告称中国国内PX短缺状况显著，自给率下降的同时，进口量急剧增加。
自2014年2月，茂名市政府开始高调宣传PX项目，官方媒体多次刊文介绍PX，举办多场学习会。
据《新京报》报道，当时政府就意识到有可能爆发抗议活动。当地传媒界人士透露，一次新春座谈会结束后的会餐上，政府方面的组织者就曾向参加会议的媒体探讨“舆论该怎样引导”，“如果出现群体性抗议事件该怎么办”。同一时间茂名市政府领导前往江西省九江市，学习后者推进PX项目的经验。九江的PX项目亦引发过公众争议，不过大规模游行示威并未出现。
考察结束后，政府带回茂名的经验之一便是《支持芳烃项目承诺书》，茂名石化系统、教育系统的工作人员以及一些学校的学生均被要求签署。其中有人称，承诺书存在诸如若不签署会对高考、升迁不利等隐性强制内容。茂名市政府一名科级干部认为这是“此地无银三百两”：“我不了解PX，被强迫签字后，就更不相信宣传材料了。”
2月27日，《茂名日报》刊登了《茂名石化绿色高端产品走进千家万户》一文，详尽介绍了茂名石化公司的优点与品质。3月18日起，“PX”一词频繁被使用，地方媒体连续发表相关文章普及PX知识。政府开始宣传PX项目31天后，抗议活动发生。某地方媒体领导对此用了4个字来形容：“操之过急”。

## 事件经过

### 茂名市游行示威
北京时间3月30日上午8时，陆续有大量市民持“PX项目滚出茂名”等横幅、标语游行至茂名市政府，要求停建PX项目。当局迅速出动大批警察到场戒备。
有照片显示，一些警用摩托车尾部被贴上了“反对PX，PX滚出茂名”的标语。民众手持的大小横幅也会出现诸如“茂名矛赚呢点钱！——牺牲环境换来的经济发展，我们不要！”等标语。还有幼童手持一张纸，上书“如果在这里活不下去，我们就去火星… ——都教授，请准备接收我们，谢谢！”字样。
一位陈姓抗议者称，抗议活动起初秩序井然，但下午的时候一些年轻人到达，向市委门外的警察投掷鸡蛋、水瓶和石头。警方旋即开始强行清场。
亲法轮功媒体新唐人电视台称，游行人群遭到警方的暴力驱散，造成市民傷亡。一些示威者躺倒在地，满身鲜血。據本港台報導，傷者稱武警“見人就打”，大部分被送往醫院的受傷市民都是頭部遭到棍棒打擊，也有人手臂上存留被棍打傷的瘀痕。
示威活动持续了一整天，情绪逐渐被激化的民众于夜间继续在街上进行抗议。《茂名日报》报道称当日下午3时有市民在高水一级公路拦截车辆，造成公路严重堵塞。当晚22时“不法分子”冲击市委北门和东门，临近23时又在市区多地打砸商铺和广告牌，焚烧警车、无线电通讯车与拖车、砸毁岗亭。一些聚集在市委门前草坪的市民也对公共设施进行了打砸破坏。当局随后加派警力前往现场镇压，向示威群众投放催泪弹、鸣枪警告。
一位参加抗议并遭到催泪弹攻击的黄姓市民在自由亚洲电台的電話采访中透露，起初现场仅有50多名警察，后来政府“好像”又从化州、高州调集数百警力。其还称30日下午“警察先动手打人才导致事件一发不可收拾”。另一匿名市民说官方从未就建设PX项目一事进行过任何通知。
当日市政府周围的道路即遭到封锁，而据传通往茂名的高速公路也被封锁以阻挡新闻车进入市区。官方日间并未及时出面作出任何回复，且曾试图封锁网络消息。有关抗议示威的消息與照片被目击者上传到微博等互联网交流平台，雖然遭到迅速删除，但其中部分經由轉載仍不時能夠看到。
微博上亦有流传疑似由“众和公司芳烃项目推进领导工作小组”于3月28日下发的内部紧急通知，要求“各单位必须要通知下属各部门、各班组，再由各部门、各班组通知到每一位职工（包括劳务工），要求每位职工和家属不得参加，不得围观”。
新浪微博迅速屏蔽了其搜索功能内“茂名”一词的结果，但到4月1日下午，“茂名”的搜索结果恢复正常。
4月1日，第10中学与第20中学的一些学生举起“十中集体罢课反PX”、“反对PX”等的标语牌进行抗议，伴有其它同学聚集鼓噪。此类行为随后遭到教师的制止。
有中学生在网络上流传《针对近期PX项目事件致学生家长的建议书》和《关于共同做好维护社会稳定和学生人身安全的建议书》之图片，表示学校派发这些建议书、要求学生带回家让家长签字。百度贴吧中有讨论称教师要求学生签署《支持芳烃项目建设承诺书》，学校夜晚要封校、查宿舍，不准出门。
4月1日晚间，仍有逾千名示威者在油城四路与人民中路岔口聚集，市委、市政府所在的油城五路与油城六路依旧处于封锁状态。
4月2日凌晨0时30分左右，人民南路有十余人向天桥上的特警投掷石块、引发围观者欢呼。其间警方投放数枚催泪弹、冲向人群致使后者逃跑，但群众散去不久后又再次便聚集。而路边树木、垃圾桶、交通信号灯、栏杆、路灯与路牌均遭到破坏。
《東方日報》與同一集團之《太陽報》4月2日均報道「多日的流血衝突共造成十五死三百餘人受傷」。茂名市委宣傳部的一名代表表示，抗议活动中受伤的共有20多人，其中既有抗议者、也有警察。抗议民众也向路透社说“有多名抗议者被打死。”《人民日报》4月3日向茂名市委求證後得出結論：個別網傳照片跟茂名事件無關，而且停运巴士火车及断网消息不实。
4月3日數名政府官員召開新聞發佈會時，逾千名市民再次聚集在市政府大樓前抗議PX項目。
4月27日上午9时，有数百民众抵达高新区七经镇米粮路口对PX项目进行抗议。由于当时正在下雨导致游行受到了干扰，活动持续了约3小时，人群在午间12时左右逐渐散去。据传其间警民并未发生冲突。关于参与人数，《大公报》的报道为300-400人，而其它消息则称有500-600人不等。

### 广州市后续抗议
4月1日，约有300人在广州东风中路中山纪念堂附近进行了反PX游行。其间示威者打出了更多维权抗争的诉求横幅和标语，诸如“反对茂名政府动用武力镇压平民百姓”、“谁给的权力乱打人？”等。
美国之音电话采访了因举牌抗议而被警察带到广州虹桥派出所的茂名籍潘姓青年，其对事件表达了愤慨并称“茂名政府对PX项目向公众保密，不征求公众意见”，“这种事不应该封锁消息”，“大家应该有知情权”。
一位在广东组织参与抗议活动的戴姓市民在英国《金融时报》的采访中称，在广州抗议“可以产生更大的影响力”，许多广州人对茂名事件知之甚少，所以希望引起公众对茂名市政府的武力镇压行为的关注。此前活动组织者们曾利用QQ召集2000人参加抗议活动，但QQ群随后被删除，到场的仅有300人。其还称警方殴打并拘留了3名抗议者。
另一抗议者说，他们尝试靠近省政府大楼时被警方阻止。一些抗议者还前往美国驻广州总领事馆所在地、珠江新城商业区以吸引公众注意。
路透社称共8名示威者被警方带走并扣押24小时左右才得以获释。

### 深圳市后续抗议
4月3日上午10点，20余茂名籍居民冒着大雨在深圳大剧院门前聚集以表达对PX化工项目的不满，而后又向邻近的邓小平肖像广场进发，游行途中还经过了深圳市政府。随后他们全部被警方带走。

## 官方消息与政府反应

### 当日回应
3月30日晚间，茂名市政府发表《告全体市民书》，承認侵犯市民的知情權与參與權，但称民众的抗议是“严重违法行为”，要求市民“不信谣，不传谣”，“主动学习芳烃科学知识，了解芳烃项目真实情况”，且表示示威游行缘于“市区少数市民受极个别不法分子挑唆”，号召“相信科学，相信政府，支持芳烃项目”。
《告全体市民书》发布后数小时，茂名市新闻办发布《茂名市区果断处置一起聚集闹事事件》新聞，指出“公安机关迅速行动、有效控制了局面，事件中没有人员死亡”。

### 后继说明
3月31日，茂名市政府新闻发言人接受采访时表示对市民关心PX项目“十分理解”，“需听取民意”才会作出相应决定。强调“如绝大多数群众反对，茂名政府部门决不会违背民意进行决策”。
官方亦組織中小學校與企業簽署「支持政府重點項目建設決定與不組、不參與遊行、不傳謠」的承諾書。。
4月1日，政府再向公眾重申3月30日下午的游行“整體情況理性、平和”，只是晚上“少數人借機打砸鬧事的違法行為，不僅於法不容，廣大市民也是堅決反對的”，另外也表明“市政府沒有制定開工建設PX項目的具體時間表。目前環評、立項等前期工作還沒開展，遠未具備國家有關部委同意施工建設的基本條件。我們重申，該項目仍在科普階段，在社會沒有達成充分共識前不會啟動”。
同日傍晚，市公安局發布通知“敦促違法犯罪人員主動投案自首”。茂名市委方面主動組織五名抗議者代表，與副市長梁羅躍代表市委、市政府在市委辦公室八棟三樓對話，有代表表達抗議警方濫用暴力，要求嚴格區分普通抗議民眾和鬧事飛車黨，並就清場的方式提出建議，清場要和平。梁羅躍則表示「目前該項目僅是科普階段，離啟動為時尚早，市委在考慮項目上馬時一定會通過各種渠道聽取市民意見再進行決策，在社會沒有達成充分共識前決不會啟動」。

### 新闻发布会
4月3日下午3點半，茂名市副市長梁羅躍、市公安局副局長周沛洲、市衛計局梁波、市教育局梁旭全召開新聞發布會。梁羅躍稱「（茂名PX項目）目前只處於科普階段，而項目環評、立項等前期工作還沒開展，遠未具備國家有關部委同意施工建設的基本條件，離啟動為時尚早。在事件中我們看到，部分市民在這個問題上還沒有共識，跟着下來，我們將尊重民意、民情，在社會沒有達成充分共識前我們決不會啟動該項目」；並再度申明3月30日晚的市面情況，沒有人被打死。
市衛計局梁波稱「市內各醫院留醫觀察治療15名傷者，其中包括4名受傷警察」。截至4月3日，已有8人出院。
公安局副局長周沛洲稱查處「3.30事件」違法犯罪嫌疑人44人（其中刑事拘留18人，行政處罰26人）。被刑事拘留的18名犯罪嫌疑人，主要涉嫌聚眾擾亂社會秩序、聚眾擾亂公共場所秩序、尋釁滋事等犯罪行為。查處過程中，公安機關沒對任何學生拘留或作出行政處罰。周沛洲亦称“执勤民警与聚集的人员确实发生了擦碰”，不过清理现场过程中“聚集人员复杂”，不乏“社会闲散人员和违法犯罪前科人员”，所以“执勤民警有可能误伤了围观的群众”，公安机关就此道歉。此外其表示31日凌晨茂名发生了一起无证驾驶摩托车引发的交通事故造成一死一伤，但被个别人捏造、渲染成了“警察打死人”。
對於当地学校有否强迫学生签署支持PX项目之「同意書」或「承諾書」的問題，教育局的梁旭全沒有正面回應，只稱「教育確實有極個別的學校在PX項目科普階段工作方法欠妥，引起了一些學生和家長的誤解和反感」。

### 其它消息
尽管PX项目所涉及之工厂一旦建立将依照计划成为石油工业巨头中国石化茂名精炼厂的附属设施，中石化仍拒绝就茂名PX厂项目置评。
有知情人士透露，茂名市政府对PX项目本身就存有顾虑。无论会否爆发大型抗议活动，政府都决定延迟该项计划。

### 环保部评价
中国环境保护部环境与经济政策研究中心研究员曹凤中在事件发生数天后接受《新京报》采访时向记者表示，“PX恐惧症成为中国PX发展的最大阻力”，PX项目“遭到民众非理性行为的抵制”。该部的宣传教育中心主任贾峰则说PX项目有反对者“很正常”，而网络社交媒体对事件的记录与转发极易调动公众情绪。贾峰称，经“调查”发现，一些表面上是自发进行抗议的反对者实际上“得到了专业组织的指点和资金支持，也就是说‘背后有人’”。

### 最终处理结果
4月23日，茂名市警方再次通告处理结果，称事件中有24人被刑事拘留，其中5人由检察机关批准执行逮捕。同时还有36人遭到行政处罚，其中2人被送至社区戒毒。

## 中國政府監控媒體
香港《蘋果日報》記者於4月2日晚被公安攔截和盤問，最後先前拍攝的相片和手機內存儲的資料遭到刪除，被迫寫下悔過書後，被押送到深圳返港。《明報》記者則於4月3日晚上在酒店內被茂名市委宣傳部搜查，電腦和相機中的資料亦遭到刪除，同樣在被迫寫下悔過書後被押送離開。香港記者協會認為事件妨礙採訪自由，要求中國政府保障香港記者在中國大陆的採訪權，取消香港記者到大陸採訪前需要申請採訪證的制度，以體現中華人民共和國憲法對言論及出版自由的保障。

## 媒体评价和社会舆论
中国大陆官方媒体与海外媒体报道相异，称茂名市区一些群众“为表达对拟建芳烃（PX）项目的关切，在市委门前大草坪聚集，并在个别路段慢行，整体情况理性、平和”。“有小部分人上路堵塞交通，后逐步散去”，“晚上10点半后，小部分闹事者开始骑乘摩托车扔石头、矿泉水瓶等破坏公共设施”，“事件中没有人员死亡”。
- 中国网评论：PX在中國原本为敏感事物，曾在廈門、大連、寧波等地引發廣泛爭議，因而茂名部分市民反對PX項目的心情應該得到理解。该评论亦被人民网等多个网站转载，但原址与多个转载链接数日后已不能访问。[44]
- 《茂名日报》《茂名晚报》等当地媒体引述市民观点称政府必须及时控制局面，“那些闹事者简直无法无天。不管茂名搞不搞PX项目，如果不严惩这些打砸烧的不法分子，我们老百姓哪有安全感可言？要坚决打击这些违法犯罪行为，维持社会治安，保证茂名稳定”。市民亦表示了“理性守法合理表达意见的愿望，坚决反对和严厉谴责打砸公私财物的不法行为”。[19][21]
- 《环球时报》评论：2007年厦门PX抗议示威“给公众非理性拒绝重化工项目”起了一个坏头，随之全国出现了恶性循环，“只要老百姓一抗议，当地政府就会停止重化工项目”。即便是新加坡都能向中国出口芳烃原料，而中国国内则“每建一个PX项目就陷落一个”，“这样的恶性循环必须终止”。化工项目的立项过程须公开透明，依法依规。政府必须为全国的利益有所担当，不能一见反对就撤销项目，为了“维稳”而冲击国家法治秩序。该社论还称“决不相信中国这几年的所有PX和重化工立项都是不合理的，在环保上有重大隐患的”。[45]
- 凤凰网评论：国内舆论反复强调韩国、日本的PX工厂距离居民区之近，“某中央媒体”还称“新加坡裕廊岛埃克森美孚炼厂PX装置距居民区只有900米”，事实上Google地球显示，所谓“居民区”是一个船厂，真正的居民区在三四公里之外。“茂名市要做的是重拾公信，尊重市民的知情权和选择权；不能掩耳盗铃，封杀了网络声音、微博上不能搜‘茂名’了，就以为天下太平，支持PX就成为‘主流民意’”。“PX项目终需建立在市民信任的基础上，那就要充分尊重市民说不的权利。市民只有真正掌握说不的权利，即使不行使，也会认同PX的安全性；相反，如果市民没有掌握说不的权利，任凭专家怎么讲‘科学’，依然难有公信。”[46]
- 百度百科对二甲苯词条3月30日被网友修改，对二甲苯毒性被改为“剧毒”，被清华大学化工系学生發现并改回。此后经过数轮修改，词条描述被锁定在“低毒化合物”。将词条中的毒性描述改为剧毒的部分网友向清华大学学生道歉。[47]